# Oude Molstraat

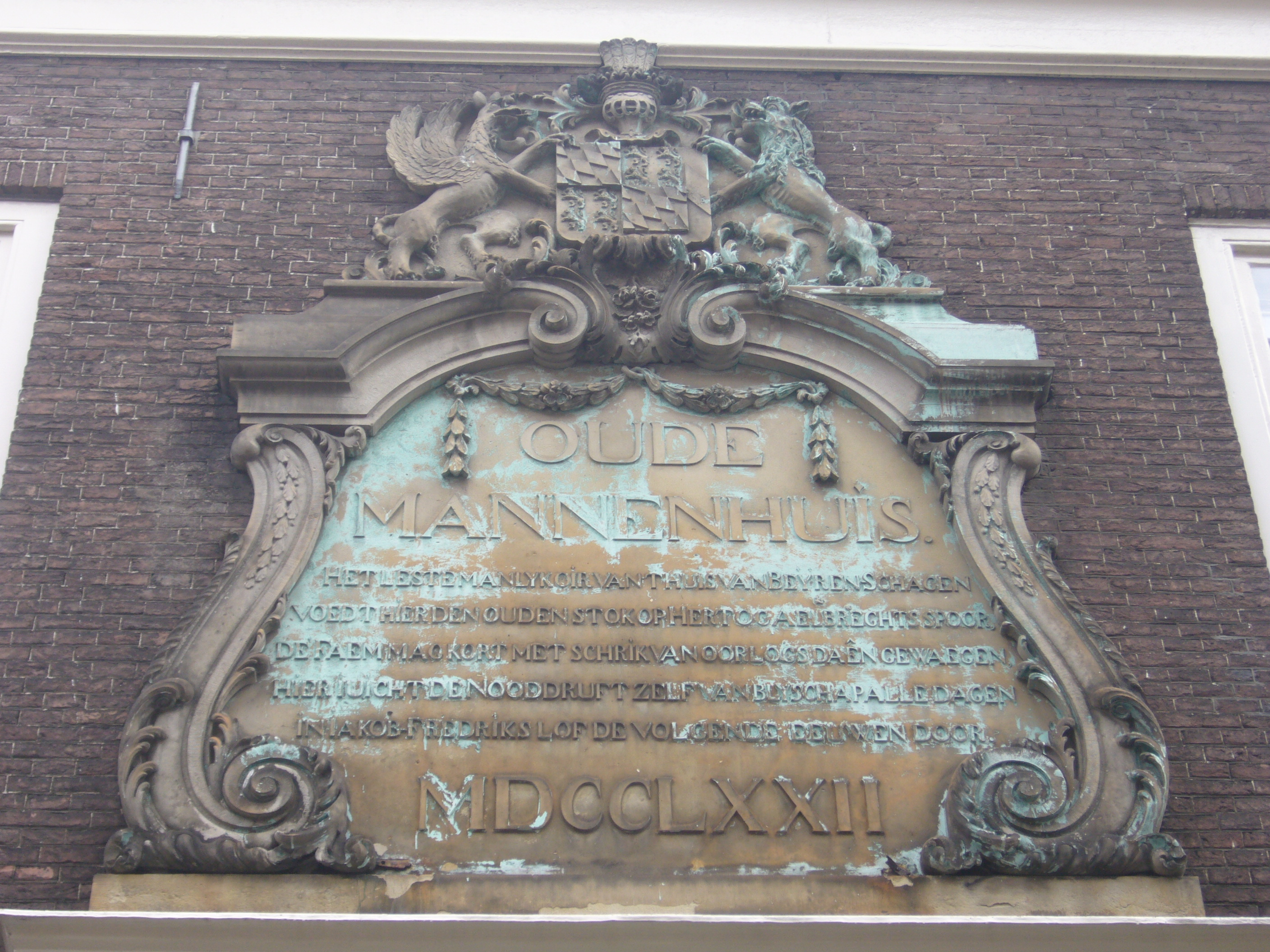
Oude Mannenhuis

De Oude Molstraat in het Hofkwartier in Den Haag loopt parallel aan het Noordeinde. Het behoort samen met de Molenstraat en de Juffrouw Idastraat tot de oudste straten van de stad.
De Oude Molstraat dateert uit de Middeleeuwen en was toen een zandpad dat door de duinen liep. De straat heeft dezelfde vorm aangehouden en loopt dus niet rechtuit.

## De straatnaam
Voor 1592 werd de straat de Gasthuissteeg genoemd. De huidige naam van de straat verwijst sinds 1592 naar herberg De Drie Mollen, die aan het begin van de straat lag. Dat was vlak bij de Dagelijkse Groenmarkt en het oude stadhuis, en op dertig meter van 't Goude Hooft, de oudste herberg van Den Haag. Aan de andere kant van de Groenmarkt waren de vismarkt en de riviervismarkt. Het was het punt waar reizigers vanuit het zuiden de stad inkwamen, dus het was er altijd druk.
Omstreeks 1620 werd er een Molstraat aangelegd achter de Grote Marktstraat, ter onderscheid werd die de Nieuwe Molstraat genoemd, en de eerste Molstraat werd de Oude Molstraat genoemd.
Veel panden zijn in 1976 door Stadsherstel aangekocht en sindsdien gerestaureerd.

## Nummer 25
Het Oude Mannenhuis op nummer 25 dateert uit 1772. Het werd in 1773 in gebruik genomen. Bestuurder van het huis was o.a. tot ongeveer 1805 mr Adam George Camillus Alsche (†1806), substituut-president van de rechtbank.

## Nummer 30
Van 1990 - 1998 was hier het 'Museum voor het Haagsche Hopje' gevestigd. 

## Nummer 35

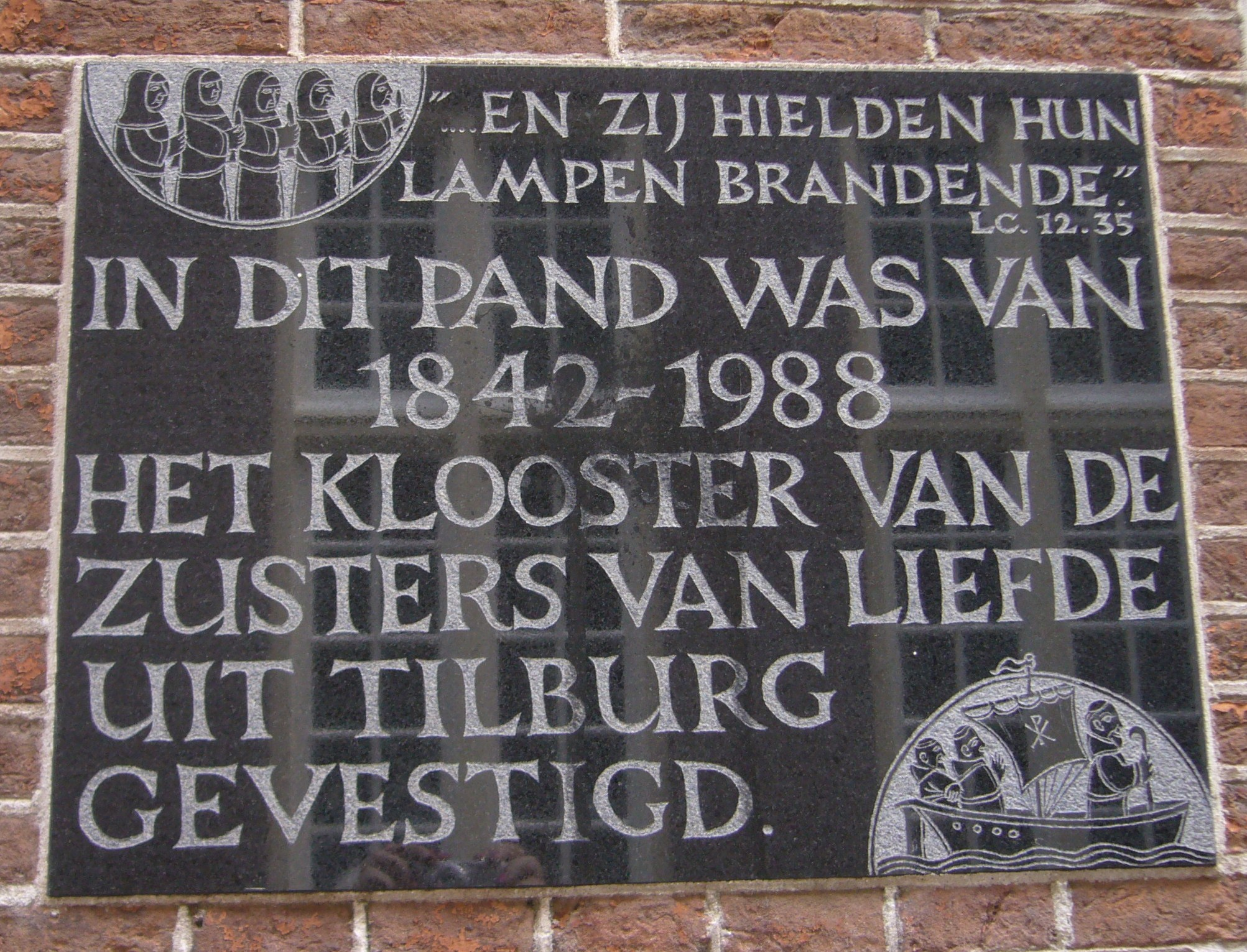
Gedenkplaat van het klooster

Op nummer 35 kwam na de beeldenstorm een katholieke schuilkerk. Nadat de overheid de uitoefening van de katholieke erediensten verboden had en de ergste spanningen voorbij waren kreeg de katholieke parochie deze schuilkerk. Er stonden twee engelen, die later overgebracht zijn naar de katholieke Sint-Jacobus de Meerderekerk in de Parkstraat.
Nummer 35 heet sinds de twintigste eeuw het Willibrordushuis. Er was van 1842-1988 een klooster van de Zusters van Liefde uit Tilburg. Op de eerste verdieping is de St. Willibrordushuis-Kapel uit 1928 met een mooi glas-in-loodraam. Sinds het vertrek van de zusters wonen en werken de broeders van de Congregatie van Sint-Jan in het complex, waar zij onder meer een bierbrouwerij exploiteren.
Bij het klooster behoorde ook nummer 33, waar nu de Willibrord boekhandel is. Daartegenover op nummer 34 is de St Willibrordus Kweekschool uit 1916.
In 1842 was op nummer 35 een bewaarschool voor arme en burger-kinderen, waar men breien en naaien leerde. In 1886 werd hier de (St) Michaelschool geopend, een katholieke taalschool voor meisjes. In 1890 kreeg de school toestemming van de bisschop om ook Frans te onderwijzen. Het schoolgeld voor de kinderen, die de Franse lessen volgden, verdubbelde naar 30 gulden per jaar. In 1899 werd nummer 37 verbouwd en erbij betrokken. Tijdens de Tweede Wereldoorlog diende de school als noodziekenhuis. In 1959 verhuisde de GLO-afdeling van de St Michaelschool naar de Frederikstraat, de ULO bleef in de Oude Molstraat totdat hij  in 1973 werd overgenomen door het Edith Stein College.